# Parietallob

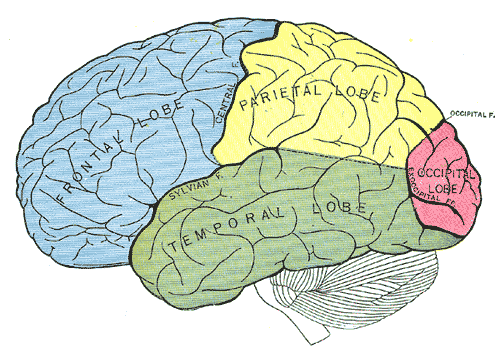
Parietalloben (gul) begränsas bakåt av nackloben, åt sidan av tinningloben och framåt av pannloben.

Animation av parietallobens placering i ett kranium.

Parietalloben, hjässloben eller lobus parietalis är en av storhjärnshemisfärernas fyra hjärnlober. Man har alltså två parietallober, en i varje hjärnhalva. Parietalloberna avgränsas framåt av centralfåran, åt sidan av fissura Sylvii och bakåt av sulcus parietooccipitalis. Parietalloberna är bland annat inblandade i känsel, öga-handkoordination, rumsuppfattning och objektigenkänning. Skador i parietalloberna medför att dessa funktioner försämras. 

## Parietallobernas funktion
Parietallobens främre och bakre delar har delvis olika funktioner. Det främre området i parietalloben bearbetar sensorisk information, alltså känselförnimmelser från kroppen. Det bakre området är framförallt specialiserat på att integrera sinnesförnimmelser från de olika sinnessystemen, främst från känsel- och synsinnet, men även i mindre grad från övriga sinnen. Den integrerade informationen används för att kontrollera och anpassa motorik och rörelser. Området längst fram i parietalloben kallas somatosensoriska cortex . I somatosensoriska cortex finns en karta över kroppen, på så sätt att känseln för varje kroppsdel finns representerad på en egen plats. Kartan kallas homunculus, som betyder liten man. Kroppsdelarna upptar inte mer plats i förhållande till sin storlek, utan i förhållande till sin känslighet. De delar av kroppen som är extra känsliga, till exempel fingertoppar och läppar, upptar en relativt sett större plats i somatosensoriska cortex. Minst fyra olika känselintryck registreras här från varje område av kroppen; muskler, snabba hudresponser, långsamma hudresponser och slutligen leder.
Bakre parietalloben arbetar framförallt med rumslig information och rumsuppfattning. Här koordineras handrörelser med synintryck, och visuell information bearbetas för att guida även andra typer av rörelser. En annan uppgift för bakre parietalloben handlar om att navigera i omgivningen, att "ha lokalsinne". Att visualisera och rotera figurer och objekt mentalt, som är en vanlig uppgift i IQ-tester, är en parietallobsfunktion. Matematik och aritmetik, som ibland i sammanhanget kallas kvasi-spatiala processer, är andra funktioner som beror på parietalloberna och som kan försämras av skador där.

## Skador i parietalloberna
Symptomen på parietallobsskada kan vara mångskiftande. Här nämns några av de mer vanligt förekommande. Skador i parietalloben påverkar ofta öga-hand koordinationen. Om skadan sitter i främre delen, i somatosensoriska cortex, kan känselperceptionen påverkas. Ett typiskt symptom på en sådan påverkan är att tröskeln för att personen ska varsebli ett känselintryck höjs, så att det krävs kraftigare stimulans innan personen känner det. En annan möjlig effekt av skador i området är olika somatoperceptuella störningar. Ett exempel på det är simultan extinktion, vilket innebär att personen blir oförmögen att varsebli två likadana objekt samtidigt. Om det exempelvis finns två bollar i synfältet, en till vänster och en till höger, kommer personen bara att varsebli den ena. Några olika typer av agnosi kan också orsakas av parietallobsskada, bland dem asomatognosia (att inte ha någon kroppsuppfattning).
Vid skada i bakre delen av parietalloben blir sjukdomsbilden en annan. Symptomen kan vara olika beroende på om skadan finns i höger eller vänster hjärnhalva. Ett symptom som oftast beror på högersidig skada är kontralateral neglect. Personen visar ett synfältsbortfall på vänster sida, och beter sig som om vänstra sidan av världen inte existerade. Till exempel äts bara mat på höger sida av tallriken. Ett annat relativt vanligt symptom på högersidig bakre skada är svårigheter att identifiera objekt ur ovanliga vinklar. Till exempel kan en hink identifieras från sidan men inte uppifrån. Störningen kan antas bero på svårigheter att bilda koncept. Skador på vänstra parietalloben ger andra symptom. Exempel på symptom som kan utvecklas är agrafi (oförmåga att skriva) och akalkyli (oförmåga att räkna). Oförmåga att skilja på höger och vänster kan också uppstå. Även olika typer av apraxi (handlingsoförmåga trots bevarad rörelseförmåga) kan orsakas av skador i området. Skador på endera sidan kan ge upphov till störningar i rumslig uppmärksamhet och kognition. Förmågan att läsa kartor och förmågan att mentalt rotera objekt kan försämras. 